# Nehru Zoological Park
Nehru Zoological Park – największy ogród zoologiczny w Indiach. Zoo usytuowane jest w Hyderabadzie, Andhra Pradesh. Zostało założone w 1963 roku i nazwane na cześć pierwszego premiera kraju, Jawaharlal Nehru. Ogród ma ok. 1,2 km², znajduje się tutaj także około 1500 różnych gatunków ptaków, ssaków, płazów.